# Stazione di Shin-Sugita
La Stazione di Shin-Sugita (新杉田駅?, Shin-Sugita-eki) è una stazione ferroviaria della città giapponese di Yokohama, nella prefettura di Kanagawa. Si trova nel quartiere di Isogo-ku ed è servita dalla linea Keihin-Tōhoku, parte della linea Negishi della JR East ed è capolinea settentrionale del people mover Linea Kanazawa Seaside.

## Linee
- East Japan Railway Company
  - ■ Linea Keihin-Tōhoku
- Yokohama Seaside Line
  - ● Linea Kanazawa Seaside

## Struttura

### Stazione JR
La stazione JR di Shin-Sugita è realizzata su un viadotto, con due marciapiedi laterali serventi due binari
| 1 | ■ Linea Keihin-Tōhoku - Negishi |  | per Kōnandai e Ōfuna                        |
| 2 | ■ Linea Keihin-Tōhoku - Negishi |  | per Yokohama, Kawasaki, Tokyo, Ueno e Ōmiya |
| 2 | ■ Linea Yokohama                |  | per Shin-Yokohama, Machida e Hachiōji       |

### Stazione Linea Kanazawa Seaside
| 1-2 | ● Linea Kanazawa Seaside |  | per Torihama, Hakkeijima, e Kanazawa-Hakkei |

## Stazioni adiacenti
| «                             | Servizio                      | »                             |
| Linea Keihin-Tōhoku - Negishi | Linea Keihin-Tōhoku - Negishi | Linea Keihin-Tōhoku - Negishi |
| ----------------------------- | ----------------------------- | ----------------------------- |
| Isogo                         | -                             | Yōkōdai                       |
| Kanazawa Seaside Line         |                               |                               |
| Capolinea                     | -                             | Nambu-Shijō                   |